# The Life Burns Tour
The life burns tour è il secondo DVD degli Apocalyptica pubblicato nel 2006. Il dvd contiene un intero concerto registrato a Düsseldorf, un piccolo documentario sul tour americano (New York, Toronto e Città del Messico) e un altro sulle registrazioni del singolo Repressed oltre che una collezione di video.

## Formazione
- Eicca Toppinen - violoncello
- Paavo Lötjönen - violoncello
- Perttu Kivilaakso - violoncello
- Antero Manninen - violoncello
- Mikko Sirén - batteria

## Tracce

### Concerto registrato a Düsseldorf
1. Intro - Apocalyptica
2. Path
3. Master Of Puppets
4. Somewhere Around Nothing
5. Fight Fire With Fire
6. Quutamo
7. Heat
8. Betrayal
9. Nothing Else Matters
10. Hope
11. Life Burns
12. Fisheye
13. Bittersweet
14. Seek & Destroy
15. Prologue
16. Creeping Death
17. Inquisition Symphony
18. Enter Sandman
19. Refuse /Resist
20. Hall Of The Mountain King

### Bonus
- US Tourfilm
- EPK - Repressed

### Video Collection
1. Bittersweet
2. Life Burns
3. How Far
4. Wie Weit
5. Faraway Vol.2
6. Somewhere Around Nothing
7. Seemann
8. Repressed